# الهام امین‌زاده
الهام امین‌زاده (زادهٔ ۱۳۴۳ در شیراز) سیاستمدار و حقوقدان ایرانی و عضو هیئت علمی دانشکدهٔ حقوق و علوم سیاسی دانشگاه تهران است که در دولت یازدهم از سال ۱۳۹۲ تا ۱۳۹۵ سمت معاون حقوقی رئیس‌جمهور ایران را برعهده داشت و در فاصله سال‌های ۱۳۹۵ تا ۱۳۹۶ به‌عنوان دستیار رئیس‌جمهور در امور حقوق شهروندی فعالیت می‌کرد. او همچنین معاون بین‌الملل دانشگاه تهران است.
او دانش‌آموخته کارشناسی حقوق قضایی و کارشناسی ارشد حقوق بین‌الملل از دانشگاه شهید بهشتی و دکترای حقوق بین‌الملل از دانشگاه گلاسکو است. وی همچنین دارای تحصیلات حوزوی در سطح چهار می‌باشد.

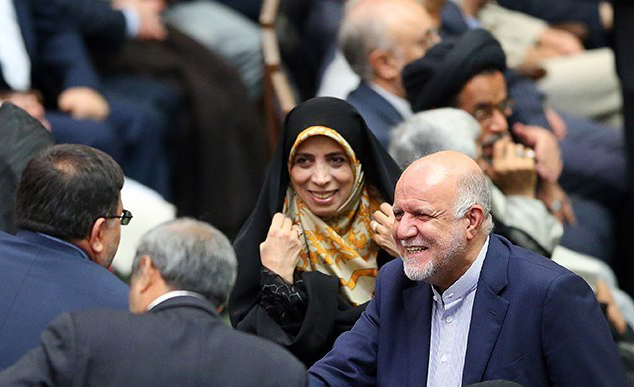
الهام امین‌زاده و بیژن نامدار زنگنه در مراسم تحلیف حسن روحانی

امین‌زاده در دوره هفتم مجلس شورای اسلامی از سال ۱۳۸۳ تا ۱۳۸۷ به‌عنوان نمایندهٔ تهران، ری، شمیرانات، اسلامشهر فعّالیت می‌کرد.

## زندگی
الهام امین‌زاده دوره کارشناسی حقوق قضایی و کارشناسی ارشد خود را در رشته حقوق بین‌الملل در دانشگاه شهید بهشتی تحصیل کرد و دکترای تخصصی خود را در رشته حقوق بین‌الملل از دانشگاه گلاسگو واقع در بریتانیا با عنوان پایان‌نامه «سازمان ملل متحد و صلح و امنیت بین‌المللی: یک تحلیل حقوقی و عملی» اخذ کرد. او استاد تمام و عضو هیئت علمی دانشکده حقوق و علوم سیاسی دانشگاه تهران است و نیز دانش‌آموخته سطح چهار حوزه علمیه می‌باشد.

## فعالیت سیاسی
الهام امین‌زاده در هفتمین دوره مجلس شورای اسلامی به نمایندگی از پارلمان ایران در اجلاس کامبوج برای تدوین منشور حقوق بشر آسیایی حضور یافت. وی در حال حاضر در دانشگاه‌های امام صادق و علامه طباطبایی و همچنین حوزه علمیه کرسی تدریس دارد.
از فعالیت‌های پارلمانی او در دوره هفتم مجلس شورای اسلامی می‌توان به نایب رئیسی کمیته سیاست خارجی کمیسیون امنیت ملی و سیاست خارجی مجلس، و طراح و مدافع قوانینی در خصوص بیمه دندانپزشکی، حقوق زنان و مجروحین شیمیایی مصوب در مجلس اشاره کرد.
ریاست منتخب کشورهای آسیایی در کمیته زن و جوان در کشورهای پاکستان و فنلاند، ریاست هیئت پارلمانی شرکت‌کننده در سمینار حقوق زنان نروژ، عضویت در کمیته حقوقی شورای عالی امور ایرانیان خارج از کشور، ریاست گروه دوستی ایران و فنلاند و نایب رئیسی کمیته سیاست خارجی کمیسیون امنیت ملی از دیگر فعالیت‌های پارلمانی امین‌زاده است.
از فعالیت‌های اجرایی امین‌زاده نیز می‌توان به معاونت دانشکده حقوق و علوم سیاسی دانشگاه تهران، معاونت بین‌الملل دانشگاه تهران، ریاست کمیته پژوهشی انجمن حمایت از مصدومین شیمیایی، عضویت در کمیته علمی اجلاس ائتلاف جهانی علیه تروریسم برای صلح عادلانه و عضویت در کمیته حقوقی و سیاسی جمعیت دفاع از ملت فلسطین اشاره کرد.

### معاونت حقوقی ریاست جمهوری
در روز ۲۰ مرداد ۱۳۹۲، از سوی حسن روحانی رئیس‌جمهور وقت، الهام امین‌زاده به سمت معاون حقوقی رئیس‌جمهور ایران منصوب شد.
همچنین بر اساس حکمی دیگر در روز ۱۶ شهریور ۱۳۹۲، از سوی حسن روحانی مسئولیت‌ها و وظایف معاونت اجرای قانون اساسی رئیس‌جمهور و هیئت نظارت بر اجرای قانون اساسی به الهام امین‌زاده معاون حقوقی وی تفویض شده است.
امین‌زاده در یکی از اولین اقدامات خویش، به دستور رئیس‌جمهور، ۵۰ شکایت نهاد ریاست‌جمهوری از ۱۶ رسانه داخلی ایران را پس گرفت. این شکایات که در زمان دولت محمود احمدی‌نژاد تدوین شده بودند، از رسانه‌هایی همچون روزنامه کیهان، آرمان امروز، خبرگزاری فارس، خبرگزاری مهر، ایلنا، الف، خبرگزاری فرارو و … مطرح شده بودند.
در ۲۲ تیر ۱۳۹۵، مجید انصاری، معاون پارلمانی رئیس‌جمهور طی حکمی جایگزین امین‌زاده در معاونت حقوقی ریاست جمهوری گردید.

## حواشی و واکنش‌ها
یکی از مفصل‌ترین مصاحبه‌هایی که با وی انجام شده مربوط به دوران کاندیداتوری او برای انتخابات دوره نهم مجلس شورای اسلامی بود. او در این مصاحبه ضمن انتقاد از سیاسی بازی، مجلس هشتم را از این نظر با مجلس ششم مقایسه کرد. یکی از جالب توجه‌ترین اظهارات وی در این مصاحبه این بود که: «وقتی من در بین مردم بودم و مدام برخی می‌گفتند «فتنه-انحراف؛ انحراف–فتنه» مردم از آن‌ها می‌پرسیدند برنامه‌تان چیست؟! بنابراین اگر دنبال همین سیاسی کاری‌ها باشیم مردم را خسته می‌کنیم. هر که تخریب کرد و هر که غلو کرد بازنده ماجرا است.»
در اردیبهشت ۱۳۹۱ امین زاده در مصاحبه با فارس نیوز گفت: «افتخار اینجانب است که در لیست جبهه متحد اصولگرایان هستم که نماینده طیف‌های مختلف اصولگرایی و مجموعه‌ای از چهره‌های باسابقه و کارآمد اصولگرا و نماد وحدت اصولگرایان در کشور می‌باشد. اینجانب هر گونه فعالیت انحرافی در جهت ایجاد اختلاف بین اصولگرایان به‌طور خاص و بین مردم ایران را در راستای خدمت به منافع استکبار می‌دانم».

### سخنرانی‌ها
- «اسراییل و مسئله آب در خاورمیانه» در دانشگاه شهرکرد در سال ۱۳۸۶
- «تأسیسات بین‌المللی حقوق زن و موضع جمهوری اسلامی ایران» در سال ۱۳۸۶
- «ایران و حقوق بین‌الملل فضا» در اولین همایش بین‌المللی حقوق فضا در تهران در سال ۱۳۸۶[۱۵]
- «ضرورت همگرایی آسیایی» در مجمع پارلمان‌های آسیا برای صلح در اسلام‌آباد (پاکستان) در سال ۱۳۸۵
- «سلاح‌های شیمیایی و حقوق بین‌الملل» در همایش ملی کاربرد سلاح‌های شیمیایی در سال ۱۳۸۴
- «آسیا و حق تعیین سرنوشت برای ملت‌های تحت اشغال» در مجمع پارلمان‌های آسیا برای صلح در مانیل (فیلیپین) در سال ۱۳۸۴
- «ابعاد حقوقی اشغال عراق» در سال ۱۳۸۳
- «ایران، معاهده NPT و پروتکل الحاقی» در دانشگاه تربیت مدرس در سال ۱۳۸۳
- «دفاع مشروع و تروریسم» در دانشکده علوم قضایی در سال ۱۳۸۲
- «حق شرط در معاهدات حقوق بشری» در پژوهشگاه علوم انسانی در سال ۱۳۸۲
- «بررسی اقدامات نظامی دولت‌های ائتلافی در عراق» در دانشگاه اصفهان در سال ۱۳۸۲
- «جامعه بین‌الملل و مقابله با تروریسم» در پردیس قم در سال ۱۳۸۰
- «انفجار برج‌های تجارت جهانی و جنگ در افغانستان» در دانشگاه امام صادق (ع در سال ۱۳۸۰
- «تروریستم و حق تعیین سرنوشت» در سال ۱۳۷۹
- «تغییر ساختار سازمان ملل متحد» در دفتر مطالعات وزارت خارجه در سال ۱۳۷۸
- «اصلاح ساختار سازمان ملل متحد» در دانشگاه علامه طباطبایی در سال ۱۳۷۷

## تالیفات